# Adobe Bridge
Adobe Bridge — организационная программа, сделанная и выпущенная Adobe Systems как часть Adobe Creative Suite, начиная с версии CS2. Её главное предназначение — связать части Creative Suite вместе, используя интерфейс, похожий на файловый менеджер, который был в предыдущих версиях Adobe Photoshop. Он доступен из всех других компонентов Creative Suite (кроме отдельной от Creative Suite версии Adobe Acrobat).
Adobe Bridge также поставляется с самостоятельной версией Photoshop, и может выполнять некоторые функции Photoshop отдельно (и одновременно) с самим Photoshop.
Ранее Adobe Bridge открывал доступ в Adobe Stock Photos, онлайн коллекцию стоковой фотографии, нарисованной известными стоковыми художниками (эта функция была отключена 1 апреля 2008 года)
У Bridge есть множество функций, таких как переименование и прочие функции для помощи с организацией. Он поддерживает редактирование цифровых изображений в RAW формате. Организационные возможности включают в себя добавление цветных маркировок и рейтингов изображениям, возможность редактировать XMP и IPTC, а также возможность работать с разными версиями файла, что является частью проекта Adobe Version Cue.
Файлы изображений могут быть показаны в разного размера иконках, слайд-шоу или списках. Каждая папка, которая может быть отмечена, имеет файл кэша для ускорения времени рендеринга изображений при просмотре уменьшенной копии. Кэш может располагаться в одной центральной локации или в различных папках.
Adobe Bridge может значительно расширяться при использовании JavaScript. Сервис Adobe Stock Photos стал дополнением к Bridge. Руководство по созданию скриптов к Bridge доступно как онлайн, так и в печатном виде.